# 驷马山引江灌区
驷马山引江灌区是中国安徽省的一个灌区，其水源为长江。灌区设计面积227万亩，实际面积为85.9万亩，进水闸设计流量为100立方米每秒。